# チャンピオン (自動車)
チャンピオン（Champion ）はアメリカ合衆国の点火プラグ製造会社である。1907年にアメリカのボストンにてストラナハン兄弟により設立され、世界初の量産自動車であるフォード・モデルT以来、世界の自動車メーカーに採用され続けている。

## 主要製品
- 自動車用エンジンの点火プラグ
- 点火プラグワイヤー
- 点火システムに特有の配線

## その他
ルノーF1などF1にも点火プラグをサポートしていた。